# Santa Maria de Vilanova de l'Aguda
Santa Maria de Vilanova de l'Aguda és una església amb elements renaixentistes de Vilanova de l'Aguda (Noguera) inclosa a l'Inventari del Patrimoni Arquitectònic de Catalunya.

## Descripció
Església d'una nau, amb volta de mig canó i quatre capelles laterals. La façana, a l'est, és l'únic element visible a l'exterior; consta d'una porta allindada amb l'anagrama de Maria i damunt d'ell un escut heràldic amb una inscripció il·legible i data de 1679. Sobre l'escut hi ha una fornícula buida, i al damunt, un òcul circular. El campanar és d'espadanya amb dos arcs.

## Història
La construcció de l'església de Santa Maria és del segle XVII; a la façana trobem inscrita la data 1679. Santa Maria es troba fora del nucli de població primitiu; substitueix a l'antiga Església de Sant Andreu, dita també del Roser, de la qual només resta l'alt campanar quadrat, avui sala de juntes de la corporació municipal. Encara que l'obra primitiva és del segle xvii al llarg del segle actual s'han fet importants obres de manteniment.